# Clark County (South Dakota)
Clark County ist ein Bezirk im Bundesstaat South Dakota der Vereinigten Staaten. Das U.S. Census Bureau hat bei der Volkszählung 2020 eine Einwohnerzahl von 3837 ermittelt. Der Verwaltungssitz (County Seat) ist Clark.

## Geographie
Das County hat eine Fläche von 2507 Quadratkilometern; davon sind 26 Quadratkilometer (1,02 Prozent) Wasserflächen.

## Geschichte
Das County wurde am 18. Januar 1873 gegründet und die Verwaltung am 2. Mai 1881 abschließend organisiert. Es wurde nach Newton Clark benannt, dem ersten Schullehrer in Sioux Falls und Abgeordneten in der gesetzgebenden Versammlung des Dakota-Territoriums.

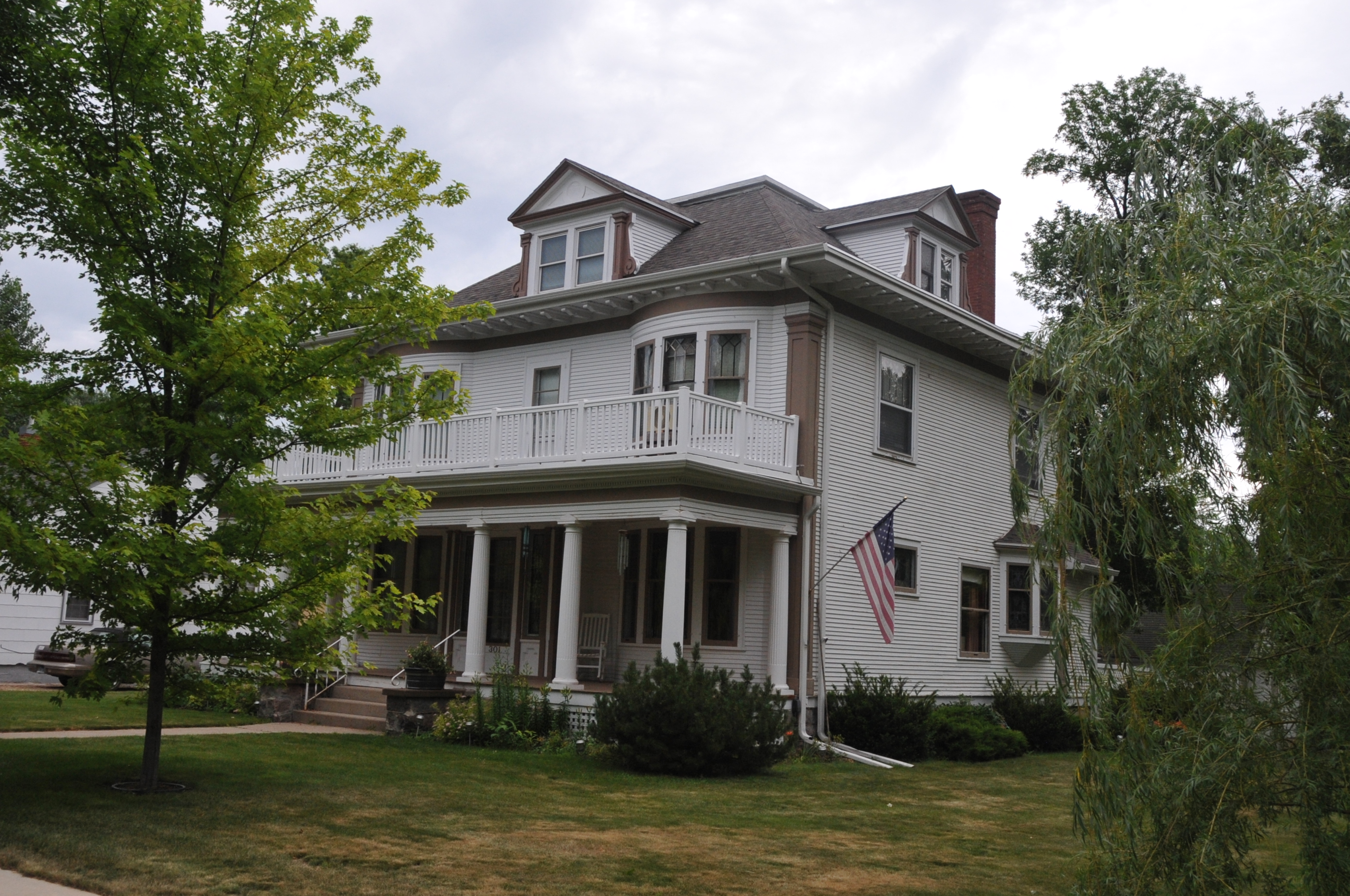
Das Gov. S.H. Elrod House ist einer von neun Einträgen des Countys im NRHP.

Neun Bauwerke und Stätten des Countys sind im National Register of Historic Places (NRHP) eingetragen (Stand 30. Juli 2018).

## Städte und Gemeinden
Städte (cities)
- Clark
- Naples
- Willow Lake

Gemeinden (towns)
- Vienna
- Raymond
- Garden City
- Bradley

Gemeindefreie Gebiete
- Elrod
- Crocker
- Carpenter

## Townships
Das County ist in 27 Townships eingeteilt: Ash, Blaine, Collins, Cottonwood, Darlington, Day, Eden, Elrod, Fordham, Foxton, Garfield, Hague, Lake, Lincoln, Logan, Maydell, Merton, Mount Pleasant, Pleasant, Raymond, Richland, Rosedale, Spring Valley, Thorp, Warren, Washington und Woodland.